# Jaíba
Jaíba – miasto i gmina w Brazylii, w stanie Minas Gerais.